# Ассельборн, Жан
Жан Ассельборн (люкс. Jean Asselborn; род. 27 апреля 1949, Штайнфорт, округ Люксембург, Люксембург) — политик и государственный деятель Люксембурга.

## Образование
В возрасте 18 лет покинул школу, возобновил обучение в вечерней школе в 1976 году. Окончил Ateneo в Люксембурге.
В октябре 1981 года получил степень магистра частного права в Университете Нанси II.

## Карьера
С 1967 года работал в лаборатории общества Uniroyal. В этот период активно работал в молодёжной секции Люксембургской федерации трудящихся.
В 1968 году он работал в администрации города Люксембург, в 1969 году вернулся в Штайнфорт и занял равнозначную должность в администрации города.
В 1976—2004 годах — директор межобщинной больницы Штайнфорта.
С 1982 по 2004 год — мэр города Штайнфорт.
В 1984—2004 годах — член Палаты депутатов Люксембурга.
В 1989 году стал председателем парламентской группы Люксембургской социалистической рабочей партии.
С 1997 по 2004 год — президентом Люксембургской социалистической рабочей партии.
В 1999—2004 годах — вице-президент Палаты депутатов Люксембурга.
В 2000—2004 годах — вице-президент Европейской социалистической партии.
После выборов, состоявшихся 13 июня 2004 года, вошёл в Первое правительство Юнкера—Ассельборна. С 31 июля 2004 по 17 ноября 2023 года —  министр иностранных дел и иммиграции. С 31 июля 2004 по 4 декабря 2013 года — заместитель премьер-министра.
С июля 2004 года — представитель Люксембурга Совета министров Европейского Союза по общим делам и внешним связям.
После выборов 7 июня 2009 года и возобновления коалиции между Христианско-социальной народной партией и Люксембургской социалистической рабочей партией, сохранил должность заместителя премьер-министра, министра иностранных дел (с 23 июля 2009 года).

## Политические взгляды
В сентябре 2010 года Жан Ассельборн отклонил просьбу Альтернативной партии демократических реформ (ADR) сделать люксембургский официальным языком Европейского союза, сославшись на финансовые причины, а также на то, что немецкого и французского, которые уже являются официальными языками, будет достаточно для нужд Люксембурга.
В начале сентября 2016 года Ассельборн призвал приостановить или исключить Венгрию из Европейского союза за «массовое нарушение» фундаментальных ценностей ЕС, сославшись на обеспокоенность по поводу обращения с беженцами во время европейского кризиса с беженцами, независимости судебной власти и свободы прессы.
В марте 2018 года Ассельборн осудил турецкое вторжение на север Сирии, направленное на вытеснение поддерживаемых США сирийских курдов из анклава Африн. Ассельборн сказал о поведении Турции, что «это больше не имеет ничего общего с самообороной», добавив, что Турция должна прекратить нападения на Отряды народной самообороны и объяснить своё поведение в Африне совету НАТО.
Ассельборн усомнился в том, что мирное соглашение между Израилем и Объединёнными Арабскими Эмиратами принесёт стабильность в регион, заявив, что стабильности не будет без решения о сосуществовании двух государств, и сказал, что ОАЭ подвели палестинцев этим соглашением.
В сентябре 2023 года Ассельборн осудил военную операцию Азербайджана в Нагорном Карабахе. Он также подчеркнул, что военные операции в населённых районах должны быть немедленно прекращены для защиты жизней мирных жителей, и Азербайджан должен выполнять свои международные обязательства.

## Награды
- Великий офицер ордена Трёх звёзд (10 марта 2023 года, Латвия)[6]
- Крест Признания 1 степени (4 декабря 2006 года, Латвия)[7]
- Кавалер Большого креста ордена «За заслуги перед Итальянской Республикой» (30 января 2009 года, Италия)[8]
- Нагрудный знак МИД России «За вклад в международное сотрудничество» (2009 год)[9]
- Орден Солнца Перу (14 февраля 2006 года, Перу)[10]
- Великий офицер ордена Звезды Румынии (2024 год, Румыния)[11]